# Jorge Enrique Pizano
Jorge Enrique Pizano Callejas (Bogotá, 8 de junio de 1945 - Subachoque, 8 de noviembre de 2018) fue un ingeniero civil, que se desempeñó como Secretario General e Intendente Técnico Operativo de Acueducto Alcantarillado y Aseo en la Superintendencia de Servicios Públicos, gerente de la Empresa de Acueducto y Alcantarillado de Bogotá y como «Controller» (o auditor) del proyecto Ruta del Sol II.

## Biografía
Pizano nació en Bogotá, Colombia y era hijo de Pablo Pizano Pardo y de Lia Callejas Piedrahíta. Fue bachiller del Gimnasio Moderno e ingeniero civil de la Pontificia Universidad Javeriana. También realizó estudios de alta gerencia de la Universidad de los Andes (Colombia).
Por otra parte, era primo del exministro y exsenador Eduardo Pizano De Narváez y sobrino del arquitecto Francisco Pizano de Brigard.

## Caso Odebrecht
Jorge Enrique Pizano fue Controller (auditor) del proyecto Ruta del Sol II y es reconocido por haber sido testigo clave dentro del Caso Odebrecht en Colombia, llegando a ser tildado por la prensa como "el hombre que sabía demasiado" y por haber muerto en extrañas circunstancias, después de su muerte se destaparon audios que había recaudado donde se evidenciaba el conocimiento del entonces fiscal general de Colombia Néstor Humberto Martínez sobre aparentes coimas pagadas por Grupo Aval, socio de Odebrecht dentro del proyecto Ruta del Sol II.

## Fallecimiento
Pizano falleció el 8 de noviembre de 2018, en principio se divulgó que su muerte habría sido por causas naturales, dado que este venía sufriendo de cáncer, el escándalo comenzó cuando su hijo falleció tres días después, luego de ingerir el contenido de una botella que estaba en la oficina de su padre, puesto que tal envase estaba envenenado con cianuro; inmediatamente empezó a especularse sobre la posibilidad de que su muerte hubiera sido un homicidio que buscaba evitar que su testimonio salpicara a las altas esferas del poder en Colombia, la noticia llegó a acaparar los titulares de los principales medios de comunicación del país.

### Controversia legal
Frente a los cuestionamientos de la opinión pública sobre el posible envenenamiento a Pizano, cuyo cuerpo fue cremado poco después de su muerte, el director de Instituto Nacional de Medicina Legal y Ciencias Forenses de entonces, Carlos Eduardo Valdés Moreno, manifestó que en los análisis forenses no se habían hallado trazas de cianuro en el cuerpo de Pizano padre, motivó por el cual se descartaba que este hubiera sido envenenado, inmediatamente, voceros del sindicato del instituto de medicina legal de Colombia salieron a contradecir las versiones del director Valdez, arguyendo que los análisis realizados al cuerpo de Pizano no podían encontrar trazas de cianuro, por lo que no podían descartar el envenenamiento como causa de muerte. Pocos días después de las declaraciones del sindicato, Carlos Valdez, quien llevaba ocho años como director del instituto de medicina legal, reconoció su error al manifestar que los exámenes descartaban el envenenamiento por cianuro y presentó su renuncia al cargo, alegando querer preservar la confianza de la gente en sus instituciones.
Meses después, la fiscalía general la nación a cargo de Néstor Humberto Martínez, archivó la investigación por la muerte de Alejandro Pizano Ponce, hijo de Jorge Enrique Pizano, alegando que se podía concluir que Jorge Pizano había decidido acabar con su vida, agobiado por la presión que sentía por el caso Odebrecht, y que había usado cianuro para quitarse la vida, dejando la botella con el veneno en su oficina que después consumió su hijo, calificando entonces de accidental la muerte de este, el fiscal Martínez, quien había sido acusado directamente por Pizano, manifestó que "Pizano quería suicidarse" y aportó como supuesta prueba un vídeo de la cámara de seguridad de un supermercado donde se ve a Pizano comprando botellas de agua saborizada, ya que aseguró que una de las botellas habría sido usada para consumir el veneno. Versión que ha generado numerosas suspicacias en la opinión pública colombiana e internacional.
En 2018, una vez había estallado el escándalo internacional por corrupción del grupo brasileño, el medio de comunicación Noticias Uno reveló unos audios que le había entregado Pizano, quien había grabado sus conversaciones con Martínez mientras era auditor del proyecto Ruta del Sol II, en tales audios consta como, desde 2013, Pizano le había comunicado a Martínez Neira su preocupación por las irregularidades que había encontrado en la contratación del proyecto, en uno de los audios Néstor Humberto dice, entre risas, que uno de los contratos "es una coima" y en otros apartes textualmente señala que se podría tratar de pagos a Paramilitarismo en Colombia
En febrero de 2025, la familia de Pizano demandó al exfiscal Martínez por presunto ocultamiento de pruebas.